# Softball ai Giochi della XXVI Olimpiade

## Classifica finale
| Pos.    | Team          |
| ------- | ------------- |
| Oro     | Stati Uniti   |
| Argento | Cina          |
| Bronzo  | Australia     |
| 4       | Giappone      |
| 5       | Canada        |
| 6       | Taipei cinese |
| 7       | Paesi Bassi   |
| 8       | Porto Rico    |